# Theridion angustifrons
Theridion angustifrons är en spindelart som beskrevs av Lodovico di Caporiacco 1934. Theridion angustifrons ingår i släktet Theridion och familjen klotspindlar. Inga underarter finns listade i Catalogue of Life.